# Мадалина Даяна Генеа
Мадалина Даяна Генеа (на румънски: Mădălina Diana Ghenea) е румънска актриса и модел. Мадалина започва кариерата си в моделирането, когато е на 15 години, и започва да представя за Гатинони в Милано, Италия.

## Биография и кариера
По време на кариерата си Генеа е участвала в модни ревюта в Румъния, Италия, Германия, Япония, Австрия, Испания, Франция и Южна Африка; Генеа По време на кариерата си се появява в няколко реклами, включително Перони, Ню Йоркър и Тези.
Генеа владее румънски, италиански и английски. Тя се присъедини към организацията „Художници за мир и справедливост“ за подпомагане на Хаити. Генеа дари пари за ремонта на Родилния отдел на главната болница в родния ѝ град Слатина.

## Филмография
- Обикновените идиоти - Филмът, режисиран от Енрико Ландо (2011)
- Раззабастарда, режисиран от Алесандро Гасман (2013)
- Дом Хемингуей, режисиран от Ричард Шепърд (2013)
- Младост - Младост, режисиран от Паоло Сорентино (2015)
- Зооландец 2, режисиран от Бен Стилър (2016)
- Всичко, което някога сте пожелали, режисиран от Бари Мороу (2018)
- Домът на Гучи, режисиран от Ридли Скот (2021)